# Classe Type 1937
La classe Type 1937  est une classe de neuf torpilleurs construite pour la Kriegsmarine  avant la Seconde Guerre mondiale au chantier naval Schichau-Werke d'Elbling.

Ce sont de petits destroyers (en allemand : Fottentorpedoboot) répondant aux normes du Traité de Washington de 1922 ne devant pas dépasser les 600 tonnes de déplacement car l'intention était d'avoir un navire plus grand et plus armé que le  Schnellboot.

## Conception
C'est un développement de la précédente classe de Type 1935. En réalité les navires ont dépassé largement la clause du traité de Washington. Aussi rapide que la classe précédente les navires avaient un armement aussi léger et une défense antiaérienne minimale, mais avec un meilleur rayon d'action.

## Service
Ces navires ont combattu essentiellement en mer du Nord, en mer Baltique et dans la Manche.

Trois unités ont été coulées durant la guerre, une sabordée et une mise à la ferraille. Les quatre survivants ont été transférés aux marines alliées au titre de dommage de guerre.

## Unités
| N° de coque | Chantier naval          | Lancement         | Mis en service   | Sort |
| ----------- | ----------------------- | ----------------- | ---------------- | --- |
| T 13        | Schichau-Werke - Elbing | 15 juin 1939      | 31 mai 1941      | coulé le 10 avril 1945 par un bombardement dans le Skagerrak                                                             |
| T 14        | Schichau-Werke - Elbing | 20 juillet 1939   | 14 juin 1941     | Transfert à la France après la guerre. Renommé Dompaire et détruit en 1951                                               |
| T 15        | Schichau-Werke - Elbing | 16 septembre 1939 | 26 juin 1941     | coulé le 13 décembre 1943 par un bombardement sur Kiel                                                                   |
| T 16        | Schichau-Werke - Elbing | 23 novembre 1938  | 24 juillet 1941  | Endommagé le 13 avril 1945 et détruit                                                                                    |
| T 17        | Schichau-Werke - Elbing | 13 mars 1940      | 18 août 1941     | Transfert à l'Union soviétique, renommé Poryvisty Puis à l'Allemagne de l'Est, renommé Rosa Luxemburg et détruit en 1957 |
| T 18        | Schichau-Werke - Elbing | 1er juin 1940     | 22 novembre 1941 | coulé le 17 septembre 1944 par un bombardement soviétique sur Åland                                                      |
| T 19        | Schichau-Werke - Elbing | 20 juillet 1940   | 18 décembre 1942 | Transfert à US Navy puis au Danemark. Détruit en 1951                                                                    |
| T 20        | Schichau-Werke - Elbing | 12 septembre 1940 | 5 juin 1942      | Transfert à la France après la guerre. Renommé Baccarat et détruit en 1951                                               |
| T 21        | Schichau-Werke - Elbing | 21 novembre 1940  | 11 juillet 1942  | Transfert à US Navy. Sabordé en 1946                                                                                     |